# Frances Dafoe
Frances Helen Dafoe, po mężu Melnik, następnie Bogin (ur. 17 grudnia 1929 w Toronto, zm. 23 września 2016 tamże) – kanadyjska łyżwiarka figurowa startująca w parach sportowych z Norrisem Bowdenem. Wicemistrzyni olimpijska z Cortina d'Ampezzo (1956) i uczestniczka igrzysk olimpijskich w Oslo (1952), dwukrotna mistrzyni (1954, 1955) i dwukrotna wicemistrzyni świata (1953, 1956), dwukrotna mistrzyni Ameryki Północnej (1953, 1955), 4-krotna mistrzyni Kanady w parach sportowych (1952–1955). W parze z Bowdenem występowali także w konkurencji par tanecznych na zawodach krajowych zostając mistrzami Kanady 1952. 
W 1954 roku Dafoe i Bowden zostali pierwszą kanadyjską parą sportową, która wywalczyła tytuł mistrzów świata.
Zakończyli karierę amatorską w 1956 roku po mistrzostwach świata w Garmisch-Partenkirchen.

## Biografia
Dafoe i jej przyszły partner sportowy Norris Bowden byli przyjaciółmi w dzieciństwie. Ich rodzice spędzali wakacje w tym samym domku letniskowym  Rowntree Beach w latach 30. i 40. XX w., a jak się później okazało Frances i Norris w czasie swoich pobytów zajmowali ten sam pokój. Rodzina Dafoe wynajmowała domek w sierpniu, a Bowdenowie w lipcu. Jej matka uczęszczała do tej samej szkoły co ojciec Norrisa, Harry Bowden w Rosedale przez co obie rodziny utrzymywały przyjacielskie relacje. 
Miała brata Williama.
Po zakończeniu kariery łyżwiarskiej w 1956 roku pracowała jako projektantka kostiumów. Projektowała kostiumy łyżwiarskie, kostiumy na zlecenia telewizji oraz na występy teatralne i baletowe. Przez blisko 40 lat pracowała jako kostiumograf dla CBC. Dafoe zaprojektowała także 650 kostiumów dla występujących na ceremonii zamknięcia Zimowych Igrzysk Olimpijskich 1988 w Calgary. Później rozpoczęła pracę sędziego na zawodach łyżwiarskich, co było opóźnione z dwóch powodów. Po pierwsze ze względu na zawieszenie ze strony Kanadyjskiego Związku Łyżwiarstwa Figurowego. Po drugie ze względu na jej byłego partnera sportowego Norrisa Bowdena, który już pracował jako sędzia, a były duet nie mógł jednocześnie sprawować tej roli na poziomie światowym. Dafoe uważała, że starszy od niej Bowden powinien jako pierwszy mieć szansę na wykonywanie tej pracy. Aby zostać sędzią, musiała zdać egzamin z konkurencji par sportowych, jednak kilka dni przed egzaminem otrzymała telefon od Kanadyjskiego Związku Łyżwiarstwa Figurowego (CFSA), że nie znają innej osoby, która wiedziałaby o tej konkurencji więcej od niej, dlatego zaproponowano jej, żeby sama ułożyła egzamin. Dafoe stworzyła test, który później zdała, ale pomimo tego kanadyjska federacja stwierdziła, że nie ma wystarczającego doświadczenia, żeby sędziować na igrzyskach olimpijskich 1984 w Sarajewie. Federacja zmieniła zdanie dwa tygodnie po igrzyskach i zaproponowano jej sędziowanie na mistrzostwach świata 1984. Dafoe przyznała później, że przyjęła propozycję, ponieważ uważała, że jej rodacy Barbara Underhill i Paul Martini zostali niesprawiedliwie ocenieni na igrzyskach. Jako jedna z dwóch sędziów przyznała im pierwsze miejsce w programie krótkim licząc się z tym, że jej sędziowanie może zostać potraktowane jako stronnicze. W programie dowolnym wszyscy sędziowie (oprócz tych z ZSRR i NRD) przyznali im pierwsze miejsce. Dafoe sędziowała też m.in. na igrzyskach olimpijskich 1994.

## Osiągnięcia
Z Norrisem Bowdenem

### Pary sportowe
| Zawody                        | 1951           | 1952           | 1953           | 1954           | 1955           | 1956           |                |                |                |                |                |                |                |                |                |                |                |
| Międzynarodowe                | Międzynarodowe | Międzynarodowe | Międzynarodowe | Międzynarodowe | Międzynarodowe | Międzynarodowe | Międzynarodowe | Międzynarodowe | Międzynarodowe | Międzynarodowe | Międzynarodowe | Międzynarodowe | Międzynarodowe | Międzynarodowe | Międzynarodowe | Międzynarodowe | Międzynarodowe |
| ----------------------------- | -------------- | -------------- | -------------- | -------------- | -------------- | -------------- | -------------- | -------------- | -------------- | -------------- | -------------- | -------------- | -------------- | -------------- | -------------- | -------------- | -------------- |
| Igrzyska olimpijskie          |                | 5              |                |                |                | 2              |                |                |                |                |                |                |                |                |                |                |                |
| Mistrzostwa świata            |                | 4              | 2              | 1              | 1              | 2              |                |                |                |                |                |                |                |                |                |                |                |
| Mistrzostwa Ameryki Północnej |                |                | 1              |                | 1              |                |                |                |                |                |                |                |                |                |                |                |                |
| Krajowe                       |                |                |                |                |                |                |                |                |                |                |                |                |                |                |                |                |                |
| Mistrzostwa Kanady            | 2              | 1              | 1              | 1              | 1              |                |                |                |                |                |                |                |                |                |                |                |                |

### Pary taneczne
| Mistrzostwa Kanady | 3 | 3 | 1 |

## Nagrody i odznaczenia
- Skate Canada Hall of Fame – 1993[6]
- Order Kanady (III klasa – Członek) – 1991[8]
- Order Ontario – 1990[5]
- Canadian Olympic Hall of Fame – 1958[6]
- Canada's Sports Hall of Fame – 1955[6]